# Yeo Hong-chul
Yeo Hong-Chul (hangul: 여홍철, hanja: 呂洪哲) född den 28 maj 1971 i Gwangju, Sydkorea, är en sydkoreansk gymnast.
Han tog OS-silver i hopp i samband med de olympiska gymnastiktävlingarna 1996 i Atlanta.